# マーク・フォスター
マーク・アンドルー・フォスター（Mark Andrew Foster、1970年5月12日 - ）は、イギリス・イングランド出身の競泳選手。身長198cm、体重90kg。

## 人物

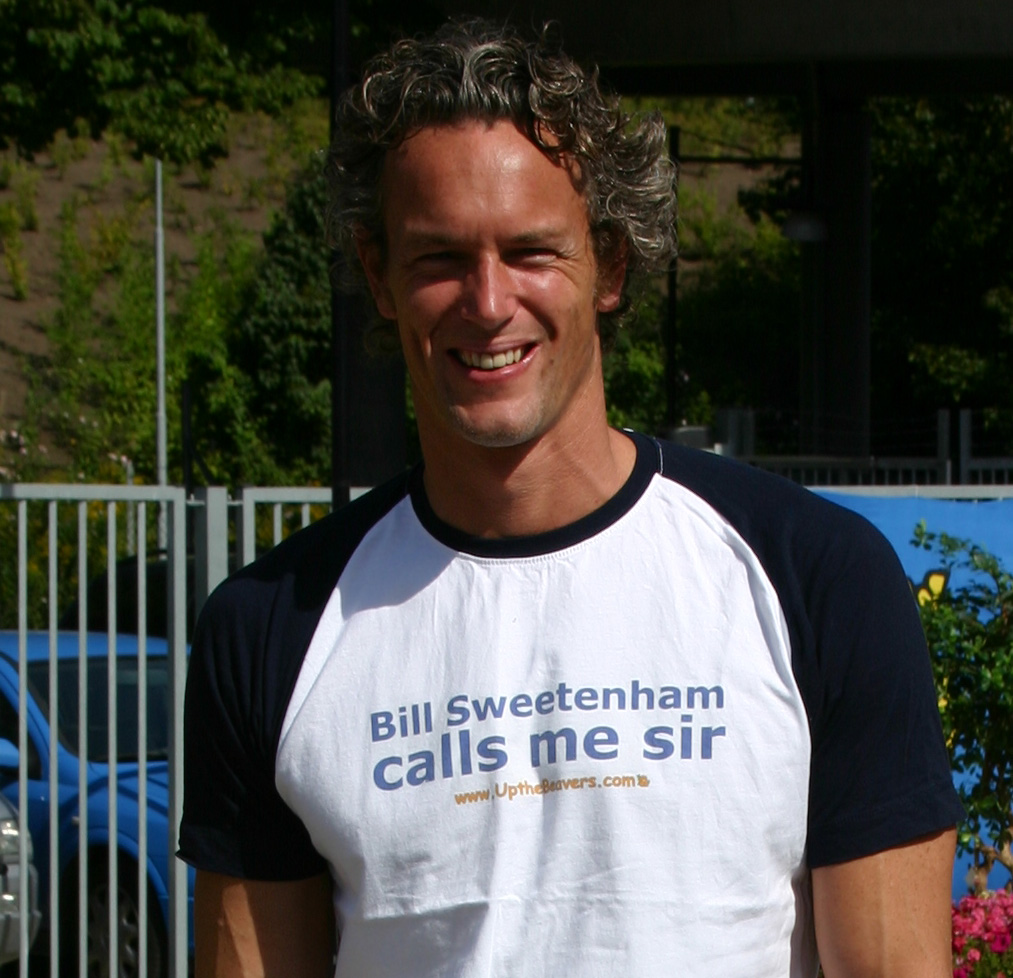
2005年

短水路で強く、世界短水路選手権でこれまでに6つの金メダルを獲得。オリンピックは1988年ソウルオリンピック以来5回出場しているが、メダルはない。
38歳で出場した2008年北京オリンピックの開会式ではイギリス選手団の旗手を務めた。
2017年にゲイだとカミングアウトした。

## ベストタイム
|                | 短水路                        | 長水路                        |
| -------------- | ----------------------------- | ----------------------------- |
| 50m 自由形     | 21.13 (2001年) (イギリス記録) | 21.96 (2008年) (イギリス記録) |
| 50m バタフライ | 22.87 (2001年) (イギリス記録) | 23.51 (2003年) (イギリス記録) |

## 主な成績
- 1988年ソウルオリンピック 50m自由形 予選落ち
- 1988年ソウルオリンピック 4×100m自由形リレー 7位
- 1992年バルセロナオリンピック 50m自由形 6位
- 1992年バルセロナオリンピック 4×100m自由形リレー 7位
- 1996年アトランタオリンピック 50m自由形 16位
- 2000年シドニーオリンピック 50m自由形 7位
- 2001年世界水泳選手権 50mバタフライ 銅メダル
- 2003年世界水泳選手権 50m自由形 銀メダル
- 2008年北京オリンピック 50m自由形 予選落ち